# هيب هوب سول
الهيب هوب سول (بالإنجليزية: Hip hop soul)‏ هو نوع فرعي من موسيقى الآر أند بي المعاصرة والذي عرف أوج شهرته في أوائل إلى وسط عقد 1990، ويمزج غناء الآر أند بي/الغوسبل مع الإنتاج الموسيقي للهيب هوب. تطور هذا النوع من نوع فرعي آخر للآر أند بي هو «النيو جاك سوينغ»، والذي كان يدخل تأثيرات الهيب هوب على موسيقى الآر أند بي. وفي المقابل الهيبهوب سول هو، وكما يرد في موسوعة الموسيقى الإفريقية الأمريكية، «حرفيا غناء سول فوق إيقاعات هيب هوب».
من بين رواد هذا النوع ماري جي بلايج (المعروفة ب«ملكة الهيب هوب سول»)، رباعي Jodeci، فيث إيفانز، مجموعة TLC وآر كيلي. أدى الهيب هوب سول في أواخر التسعينات إلى تكون «النيو سول»، والذي حافظ على تأثيرات الهيب هوب والآر أند بي/غوسبل كما أضاف مكونات من موسيقى السول الكلاسيكية في عقد 1970.